# Servio Cornelio Escipión Salvidieno Orfito (cónsul 178)
Servio Cornelio Escipión Salvidieno Orfito (en latín, Servius Cornelius Scipio Salvidienus Orfitus) fue un senador romano de la segunda mitad del siglo II, que desarrolló su carrera política bajo los imperios de Marco Aurelio y Cómodo.

## Familia
Era nieto de Servio Cornelio Escipión Salvidieno Orfito, consul ordinarius en 110, bajo Trajano, e hijo de Servio Cornelio Escipión Lucio Salvidieno Orfito, quien también fue consul ordinarius en 149, bajo Antonino Pío.

## Carrera política
En 178, bajo Marco Aurelio, fue consul ordinarius.